# Комаровская (станция метро)
«Комаро́вская» (бел. Камароўская) — строящаяся станция Зеленолужской линии Минского метрополитена. Станция будет располагаться в Советском районе Минска, на пересечении улиц Максима Богдановича и Веры Хоружей. Название станция получила по рядом расположенному историческому району. Ориентировочный срок завершения строительства — 2028—2029 годы.

## История
Согласно ранним проектам развития Минского метрополитена третья линия должна была соединить микрорайон Курасовщина на юге Минска с перспективными жилыми районами в окрестностях посёлка Новинки на севере города. Однако строительство жилых массивов на севере Минске в советское время так и не было начато, и к середине 1980-х годов конечным направлением северного участка третьей линии становится расположенный на северо-востоке города микрорайон Зелёный Луг.
В соответствии со схемой линий метрополитена города Минска 1992 года на пересечении улиц Максима Богдановича и Веры Хоружей была запланирована станция с проектным названием «Веры Хоружей». На некоторых схемах развития Минского метрополитена в качестве рабочего для данной станции использовалось также название «улица Максима Богдановича».
В 2015 году топонимическая комиссия Мингорисполкома вынесла на обсуждение наименования станций третьей линии метрополитена, в которых для станции на пересечении улиц Максима Богдановича и Веры Хоружей было предложено название «Кирмаш», отсылающее к расположенному неподалёку Комаровскому рынку (бел. кірмаш — рынок, ярмарка). Предложенное название вызвало критику со стороны краеведов, журналистов и жителей Минска, и в 2016 году Мингорисполкомом было утверждено альтернативное название — «Комаровская».

## Строительство
Станция «Комаровская» будет строиться в составе первой очереди второго участка Зеленолужской линии, вместе со станциями «Профсоюзная», «Переспа» и «Парк Дружбы народов». Разработка проекта инженерной подготовки данного участка была завершена в ноябре 2022 года.
В марте 2023 года стартовали работы по выносу кабельных линий и тепловых сетей на участке между станциями «Комаровская» и «Парк Дружбы народов». В начале 2024 года на перекрёстке улиц Веры Хоружей и Максима Богдановича было снесено здание бывшей мебельной фабрики попадающее под пятно застройки будущей станции.
На период строительства станции движение на перекрёстке улиц Веры Хоружей и Максима Богдановича будет ограничено. Для подъезда к соцобъектам, административным зданиям и жилым домам будут сооружены временные объезды. Все подготовительные работы по переносу инженерных коммуникаций, сносу зданий и строительству объездов планируется выполнить в период с 2023 по 2025 годы.
В июне 2025 года завершились подготовительные работы и началось строительство станции.

## Конструкция и оформление
Станция «Комаровская» спроектирована как колонная трёхпролётная станция мелкого заложения с одним центральным вестибюлем, расположенным над платформой. Спуск на платформу будет осуществляться по двум эскалаторным группам. На одном из спусков между эскалаторами будет размещаться дополнительная лестница, на противоположном спуске — лифт для маломобильных групп населения. Как и на всех прочих станциях Зеленолужской линии, платформа станции «Комаровская» будет оснащена защитными экранами с автоматическими дверями.
Особенностью оформления будет широкое использование лицевого тонированного бетона со светодиодной подсветкой, изменяющей цвет в течение дня. Для облицовки стен и полов используют также материалы из керамогранита, стекла и металла.